# Umore marea
Umore marea è un singolo del cantautore italiano Bresh, pubblicato il 9 maggio 2025 come quinto estratto dal terzo album in studio Mediterraneo.

## Descrizione
Il brano, scritto dallo stesso cantautore, è prodotto da Luca Ghiazzi, in arte Shune.

## Video musicale
Il video musicale, diretto da Emanuele Cantò, è stato pubblicato il 13 maggio 2025 attraverso il canale YouTube del cantautore.

## Tracce
Testi di Andrea Emanuele Brasi, musiche di Luca Ghiazzi e Rocco Biazzi.
1. Umore marea – 2:38

## Classifiche
| Classifica (2025) | Posizione massima |
| ----------------- | ----------------- |
| Italia            | 16                |